# Ozyptila beaufortensis
Ozyptila beaufortensis là một loài nhện trong họ Thomisidae.
Loài này thuộc chi Ozyptila. Ozyptila beaufortensis được Embrik Strand miêu tả năm 1916.